# Dorothy Wright
Dorothy Winifred Wright (Leytonstone, 19 augustus 1889 - Glen Cove, 1960) was een Brits zeilster.
Wright won samen met haar man Cyril en de man van haar zus Robert Coleman en William Maddison de gouden medaille in de zeven meter klasse tijdens de Olympische Zomerspelen 1920.

## Olympische Zomerspelen
| Jaar | Plaats    | Resultaten     |
| ---- | --------- | -------------- |
| 1920 | Antwerpen | 7 meter klasse |

1908: Norman Bingley / Richard Dixon / Charles Rivett-Carnac / Frances Rivett-Carnac ·
1920: Robert Coleman / William Maddison / Cyril Wright / Dorothy Wright